# Космос-7
Космос-7 (в ряде источников Зенит-2 № 4 или Спутник-17) — советский спутник-разведчик из серии аппаратов «Космос». Был выведен на земную орбиту в 1962 году ракетой-носителем «Восток-2».
Запуск подобного спутника производился дважды. Первая попытка потерпела неудачу: аппарат, не получивший названия, взорвался неподалёку от стартовой площадки после отказа двигателя ракеты-носителя. Запуск «Космоса-7» стал для ракеты-носителя «Восток-2» первым успешным испытанием.
Запуск был произведен с пусковой площадки № 1/5 космодрома Байконур, также известной как «Гагаринский старт», в 9:18:31 GMT 28 июля 1962 года.
Космос-7 вышел на низкую околоземную орбиту с перигеем в 197, а апогеем в 356 километров, наклонением орбиты в 64,9 градуса и периодом обращения в 90 минут. В космосе он провел четыре дня, после чего, 1 августа, выполнил парашютную посадку на Землю.
Космос-7 — разведывательный спутник типа «Зенит-2». Первым спутником такого же типа, достигшим орбиты, был «Космос-4», а последующим — Космос-9.